# Neoptista
Neoptista là một chi bướm đêm thuộc họ Erebidae.